# Кубарев, Вячеслав Григорьевич
Вячесла́в Григо́рьевич Ку́барев (25 января 1941 года, Ливны, Орловская область − 14 июня 2018 года, Москва, Россия) — советский российский художник-график, художник, педагог, профессор.
Заслуженный художник РФ (1999). Лауреат Премии Ленинского комсомола (1976). Член СХ СССР с 1967 года.

## Биография

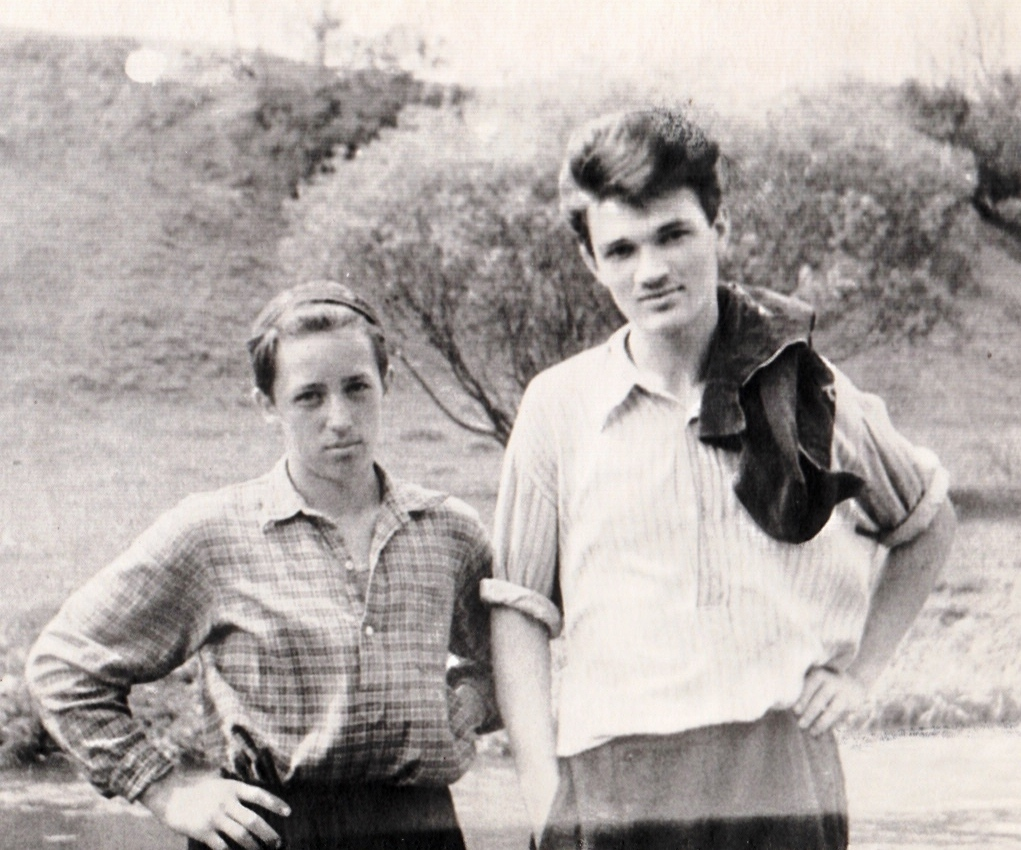
В. Г. Кубарев (справа), Ливны, 1959 год

Вячеслав Кубарев родился 25 января 1941 года в городе Ливны, Орловской области. Учился в ливенской средней школе № 1 и одновременно занимался у Александра Никифоровича Селищева в созданной им Студии изобразительного искусства.

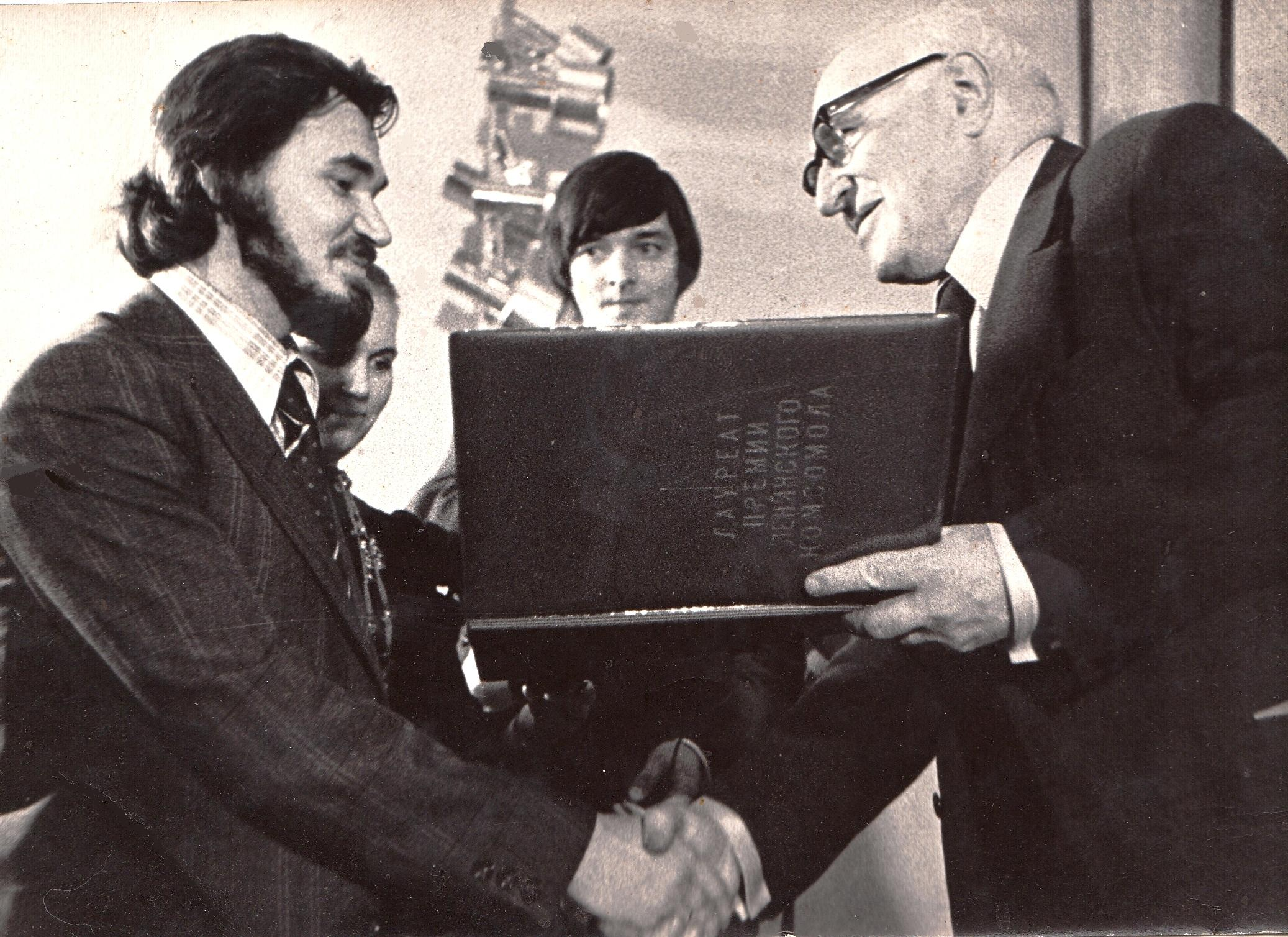
В. Г. Кубарев (слева) и Е. А. Кибрик. Вручение премии Ленинского комсомола, 1976 год

Окончив школу, поступил на художественно-графический факультет Орловского государственного педагогического института. Его учителем стал профессор Андрей Курнаков. После четвёртого курса перевёлся на третий курс МГХИ им. Сурикова. Там его учителем стал профессор Виктор Цыплаков. В 1967 году обучение в художественном институте было закончено. В 1967—1968 годах Кубарев преподавал в Московской художественной школе при институте им. В. И. Сурикова.
С 1968 года по 1971 годы стажировался в творческой мастерской графики Академии художеств СССР под руководством профессора Евгения Кибрика.

### Творчество в станковой графике
С 1965 года Кубарев участвовал в республиканских, всесоюзных, зарубежных и международных выставках..
В 1976 году Вячеслав Кубарев за серию работ о молодёжи всесоюзных ударных комсомольских строек — «Люди БАМа», «Строители КамАЗа», «Нурекская ГЭС», стал лауреатом премии Ленинского комсомола.
В 2003—2013 годах Кубарев являлся профессором кафедры «Изобразительное искусство» РГУТиС. С 2013 года перешёл на работу в Российскую государственную специализированную академию искусств, где являлся профессором кафедры «Живописи и графики» и вёл мастерскую станковой графики.

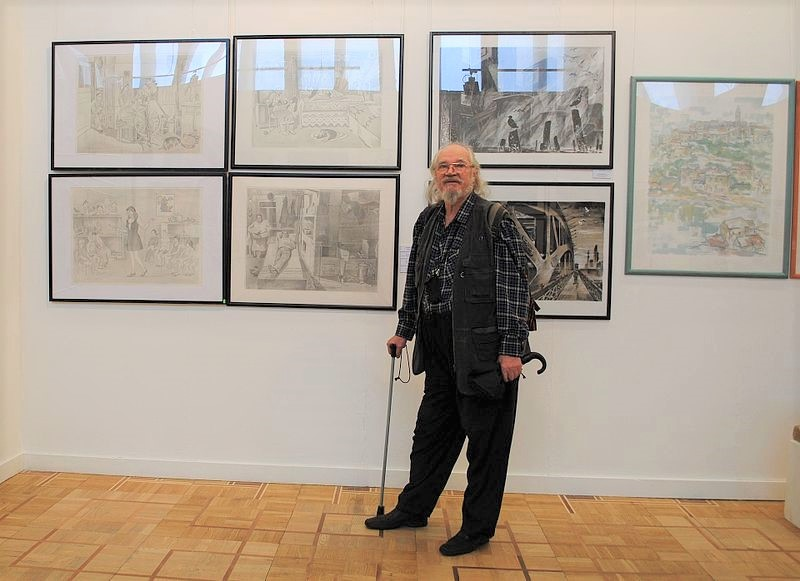
В. Г. Кубарев у своих работ на выставке «Московский Союз художников — 85». Июнь 2017 года

В мае 2013 года провёл мастер-класс в Ливенской детской художественной школе по теме «Рисунок фигуры человека».
Скончался в Москве 14 июня 2018 года после продолжительной болезни. Был кремирован 18 июня в крематории Николо-Архангельского кладбища, а урана захоронена 24 июня в семейном некрополе Введенского кладбища.

## Семья
Жена Татьяна Георгиевна. Сыновья Филипп (1969 г.р.) и Григорий (1976 г.р.) закончили МГХИ им. Сурикова, стали художниками и вошли в МОСХ.

## Награды и достижения
- 1972 год. Диплом Академии художеств СССР за серию офортов «Алтайская поэма» и цикл рисунков «Пограничники»[2].
- 1973 год. I премия ЦК ВЛКСМ на Всесоюзной молодёжной выставке за графическую серию «Молодёжь КамАЗа»[6].
- 1976 год. Диплом Совета Министров РСФСР на V Республиканской выставке «Советская Россия» за графическую серию «Люди БАМа»[6].
- 1976 год. Лауреат Премии Ленинского комсомола за графические серии: «Нурекская ГЭС», «Молодёжь КамАЗа», «Люди БАМа»[2].
- 1979 год. Награждён нагрудным знаком «Отличник культурного шефства над Вооружёнными силами СССР».
- 1980 год. Награждён нагрудным знаком «Отличник погранвойск»[6].

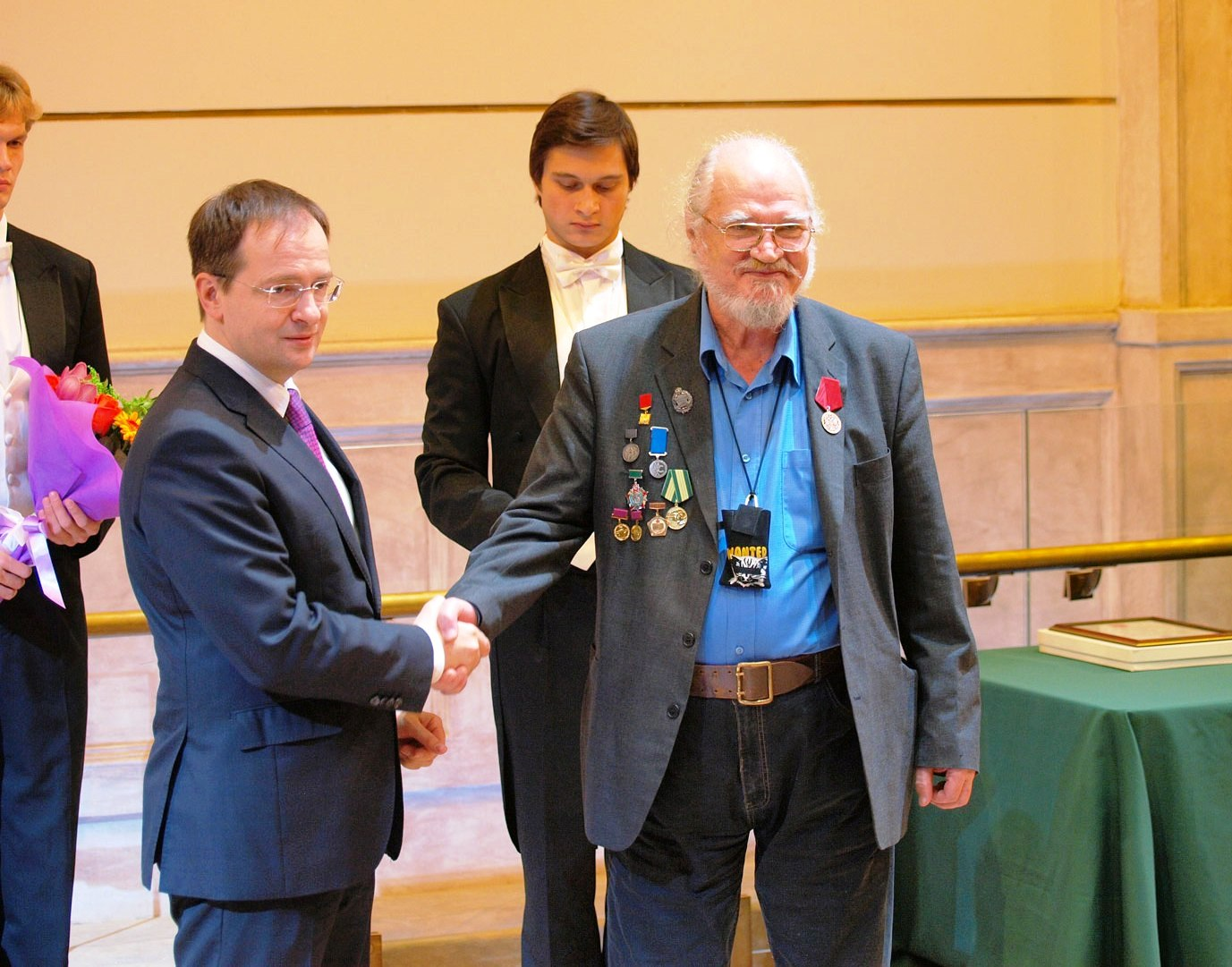
Вручение В. Мединским медали ордена «За заслуги перед Отечеством» II степени, Октябрь 2013 г.

- 1981 год. Бронзовая медаль ВДНХ СССР на Всесоюзной художественной выставке «Земля и Люди» за графическую серию «Земляки — ливенцы»[6].
- 1985 год. Бронзовая медаль ВДНХ СССР на Всесоюзной художественной выставке «Земля и Люди» за серию работ «Труженики села»[6].
- 1986 год. Награждён медалью «За строительство Байкало-Амурской магистрали»[6].
- 1999 год. Звание Заслуженный художник Российской Федерации[7].
- 2003 год. Утверждён профессором РГУТиС[3][6].
- 2007 год. Серебряная медаль Российской академии художеств.
- 2010 год. Награждён Дипломом и медалью МОСХ «За заслуги в развитии изобразительного искусства».
- 2013 год. Награждён медалью ордена «За заслуги перед Отечеством» II степени[8].

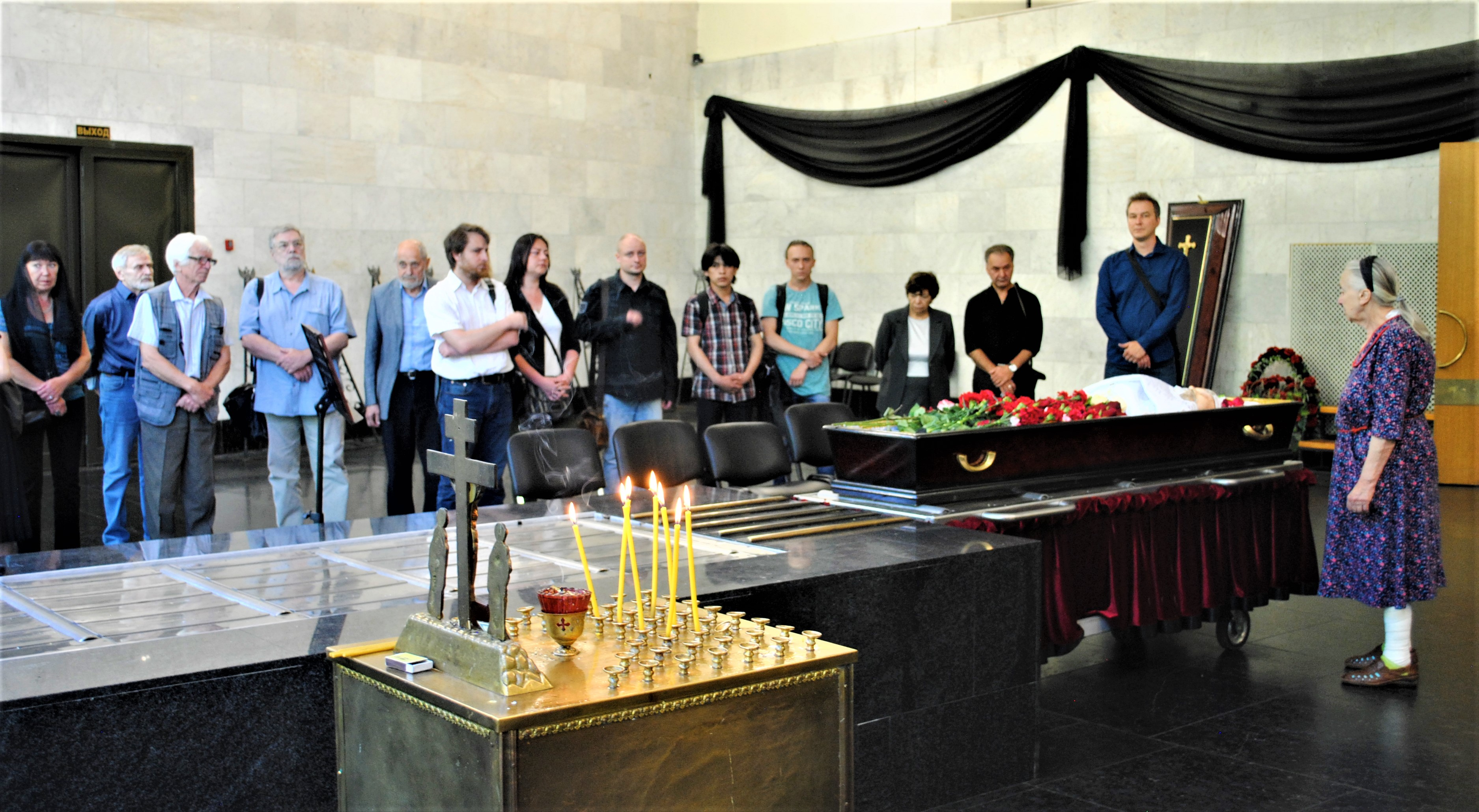
Гражданская панихида 18.06.2018

## Память
С 4 по 15 апреля 2019 года московский аукционный дом и галерея Совком, действующие при одноимённом банке, провели персональную выставку работ Кубарева, в которой приняли участие и два его сына.
В 2023 году московским издательством «Лакуэр» выпущена книга о жизни Вячеслава Кубарева.